# Philipp Rüttgers
Philipp Rüttgers (* 21. März 1981 in Berlin) ist ein deutscher Jazzmusiker (Piano, Komposition).

## Leben und Wirken
Rüttgers wuchs in Westberlin auf. Er studierte am ArtEZ Conservatorium in Arnhem. Mittlerweile wohnt er bei Amsterdam und ist seit 15 Jahren in der niederländischen Jazzszene aktiv. Er erkundet das Klavier mit breiten musikalischen Einflüssen von der zeitgenössischen Klassik (Ligeti, Schönberg, Debussy) bis zum kreativen Jazz.
2011 legte Rüttgers bei Konnex Records mit seinem Quartett (aus Stefan Karl Schmid, Jakob Kühnemann und	Etienne Nillesen) sein Debütalbum The Traveller vor. Weitere Alben erschienen mit seinem Septett Music Laboratory. Daneben war er langjährig im Katharina Maschmeyer Quartet (auch mit Nippy Noya,  A Love Supreme/Universal Tone) und im The Cronometers Orchestra tätig. Außerdem leitete er die Phat Cool Big Band. 2018 führte er im Quintett mit Heidi Heidelberg, Oene van Geel, Jörg Brinkmann und Mark Schilders sein Werk „Twists of HC Andersen“ als Auftragskomposition beim North Sea Jazz Festival auf. Im Duo mit Oene van Geel erschien 2020  Changing Landscapes; erweitert im Trio mit dem Cellisten Pau Sola Masafrets folgte 2021 Changing Landscapes. 2024 veröffentlichte er sein Album Etudes of Shapes and Forms im Klaviertrio mit Thomas Pol am Kontrabass und Sun-Mi Hong am Schlagzeug. Er ist auch auf Alben vom Florian Fleischer Quintet, Patric Siewert, Benny Bekker, Maximilian Hering und Oene van Geel zu hören.
Rüttgers lehrt zudem am ArtEZ Conservatorium in Arnhem.